# スカ
スカ（Ska）は、1950年代にジャマイカで発祥したポピュラー音楽のジャンル。オフビートを強調したリズムが特徴。メントやカリプソ、アメリカのR&Bなどの影響を受けている。有名グループにはザ・スカタライツがいる。

## 歴史
スカの発祥については諸説ある。感度の悪いラジオで、ニューオーリンズなどアメリカ南部の都市のラジオ放送局からのジャズの2・4拍目が強調されて聞こえたため、誤ってコピーされたという説もある。直接的には、1950年代からのアメリカのリズム・アンド・ブルースと、ジャマイカの音楽文化には欠かせないサウンド・システムの影響が大きいが、それ以前にジャマイカにはジャズの下地があり、スカ以前のメント、ラスタファリアニズムの影響があった。
イギリスの統治下の時代にジャマイカにもたらされたブラスバンドの形式は、キングストンでいくつかのジャズの楽団となって残っていたが、1950年代までは、労働者階級にはメントが一般的で、ジャズは中産階級に好まれていた。西キングストンにある感化院、アルファ・ボーイズ・カトリック・スクールの教師が、厳しく品行を正す教育と共に、特にジャズの音楽教育のプログラムが取り入れたのはこうした理由による。トミー・マクック、ドン・ドラモンド、リコ・ロドリゲスらはこの学校でジャズを学び卒業し、デューク・エリントンやカウント・ベイシーの影響を受けたジャマイカのビッグバンドで演奏を始めていた。
1950年代、ジャズの手解きを受けたアルファボーイズ出身者らが、ラスタファリアンのカウント・オジーを訪ね、ワレイカ・ヒルでナイヤビンギに合わせて管楽器を演奏するセッションが度々行われていたという。スカに特徴的な2・4拍目が強い裏打ちはこのナイヤビンギの影響もあり、アメリカ音楽に対するラスタ的な返答とも受け取れる。一方は、メントやカリプソなどカリブ圏の音楽は小節が3-3-2拍のリズムで、このリズムに対するバックビートとして2・4拍目を強調した結果であるとも言われている。
第二次世界大戦後から、ジャマイカではラジオの購入者数が増加し、ニューオーリンズなどアメリカ南部の都市のラジオ局から、ファッツ・ドミノやルイ・ジョーダンなどのR&Bを聴くことができた。その上、戦後のアメリカ軍の駐留は、ジャマイカ人が軍事放送でアメリカ音楽を聞くことができたことを意味し、さらにアメリカからのレコードの一定の流入があった。そのような音楽の需要に応えるために、コクソン・ドッド、デューク・リードらはサウンド・システムを形成した。サウンド・システムはスピーカーシステムのパワーと、レコードの品質の両方によって良し悪しが判断されたため、サウンドマン達はマイアミやニューオーリンズからレコードを独自に入手した。R&Bが1960年代前半に人気があった時に、ジャマイカの音楽家たちは、R&Bのカバーを録音した。

### 独立とスカ・ブーム
1960年代初め、スカは急激にジャマイカの音楽シーンを席巻しはじめた。アップテンポの裏打ちは1962年のジャマイカ独立を祝う気持ちと一致していた。デリック・モーガンの「Forward March」やザ・スカタライツの「Freedom Sound」は、ジャマイカ独立を記念した曲である。スカのバンド編成がジャズバンドと同じため、ジャマイカン・ジャズとも呼ばれたが、これは、初めて海外にスカが紹介された1964年ニューヨークで開催された国際見本市において、ジャマイカン・ジャズと説明されたのが始まりである。この見本市では、バイロン・リー＆ドラゴネアズ、プリンス・バスター、エリック・モリス、ピーター・トッシュらが選ばれ、演奏した。スカを演奏する代表的なバンドはザ・スカタライツであり、彼らは「ナバロンの要塞（Guns of Navarone）」などをプレイした。またザ・スカタライツは日本の「リンゴ追分」も録音している。当時のジャマイカの音楽プロデューサーたちはスカを海外に波及させようとしていて、それをジャマイカ政府が支持していた。このような指向性でのスカは、積極的にメントなどのジャマイカの旋律の復活が試みられた。歌詞のある曲については、ザ・ブルース・バスターズの「Wings of a Dove」、エリック・モリスの「Oil in My Lamp」、ジミー・クリフの「King of Kings」、デスモンド・デッカーの「Israelites」など、キリスト教（ラスタファリズムではない）の復活を反映させたものが目立って多かった。その他の歌はほとんどが大衆的で、ジャマイカンパトワを必要としない内容だった。他にロード・クリエイター、ローレル・エイトキン、ドン・ドラモンド、エチオピアンズ、トミー・マクック、ジャッキー・ミットーらも活躍した。エリック・モリスの「Humpty Dumpty」や「Solomon Gundie」、デルロイ・ウィルソンの「Dancing Mood」などは、もっと後に生まれるロックステディとの橋渡しをする曲である。
その一方で、スカのもっとも初期のリスナーたちは、地方からキングストンに仕事を求めて来たゲットーに住む若年貧困層（ルードボーイ）であった。ルードボーイ達が踊ったスタイルによってスカにも影響を及ぼし、音楽はより脅迫的に激しく、ベースラインはよりシンプルに変化した。
1966年までには、多くの聴衆はスカのビートと速度に疲れるようになり、ビートはより遅くされてロックステディへと移行する。遅くなった理由として、ジャマイカの暑い夏のためとする見方もあるが、アメリカのR&Bからの影響が継続していたという点も挙げられる。1960年代半ばのモータウンやスタックスのソウルミュージックがより伸びやかで滑らかなスタイルに変化したことに、ジャマイカのミュージシャンも同調した。
ビートルズのポール・マッカートニー作曲の「オブ・ラ・ディ、オブ・ラ・ダ」もスカの影響がある。

## 2トーン以降
1970年代末には、パンク・ロックとスカを融合したサウンドの2トーン・スカが隆盛となった。主なバンドとしてザ・スペシャルズ、マッドネス、ザ・セレクター、ザ・ビートなどがいた。なお、2トーン・スカと区別するため、1960年代ジャマイカ産のスカをオリジナル・スカ（Original Ska）、あるいはオーセンティック・スカ（Authentic Ska）と呼ぶこともある。
1980年代には、アメリカでフィッシュボーンがスカとパンク等を融合したロックを展開した。
その後、USネオスカ・バンドトースターズのボーカリストであるバケットが、オーセンティック・スカ～パンク系のスカレーベルムーンスカ・レコードを設立。アメリカにおいて「サード・ウェイヴ・スカ」と呼ばれるムーブメントを引き起こした。さらに1980年代終わり頃から歪んだギターサウンドが特徴の、スカコア/スカ・パンクが派生した。
1990年代前半までにはスカと、スカ・パンクのバンドはアメリカだけでなく、そのほかの国々にも登場した。1997年、ランシドのティム・アームストロングとバッド・レリジョンのブレット・ガーヴィッツが、エピタフ・レコードのサブレーベルとして、ヘルキャット・レコードを創設。ヘプキャット、ザ・スラッカーズなど、スカ、スカ・パンクのバンドを同レーベルから送り出した。